# مدهوكة إسفينية
مدهوكة إسفينية (الاسم العلمي:Madhuca cuneata) هي نوع من النباتات يتبع جنس المدهوكة من الفصيلة السبوتية.